# Shenzhen
Shenzhen (em chinês:  深圳) é uma importante cidade subprovincial e uma das zonas econômicas especiais da China. A cidade está localizada na margem leste do estuário do Rio das Pérolas, na costa central da província meridional de Guangdong, fazendo fronteira com Hong Kong ao sul, Dongguan ao norte e Huizhou ao nordeste. Com uma população de 17,56 milhões em 2020, Shenzhen é a sexta cidade mais populosa da China e é um centro global em tecnologia, pesquisa, indústria, finanças e transporte, sendo que seu porto é o quarto complexo portuário mais movimentado do mundo.
Shenzhen segue os limites administrativos do condado de Bao'an, que foi estabelecido desde os tempos imperiais. A parte sul do condado foi tomada pelos britânicos após as Guerras do Ópio e tornou-se Hong Kong, enquanto a vila de Shenzhen estava situada na fronteira. Devido à conclusão de uma estação de trem que foi a última parada na seção chinesa continental da ferrovia entre Guangzhou e Kowloon, a economia de Shenzhen cresceu e se tornou uma cidade mercantil e depois uma cidade em 1979, absorvendo o condado de Bao'an na década seguinte.
No início da década de 1980, as reformas econômicas introduzidas por Deng Xiaoping fizeram com que a cidade se tornasse a primeira zona econômica devido à sua proximidade com a atração de investimentos estrangeiros diretos e migrantes em busca de oportunidades. Em trinta anos, a economia e a população da cidade cresceram e desde então ela emergiu como um centro de tecnologia, comércio internacional e finanças; é o lar da Bolsa de Valores de Shenzhen, uma das maiores bolsas de valores do mundo por capitalização de mercado e da Zona Franca de Guangdong. Shenzhen é classificada como uma cidade alfa- pela Globalization and World Cities Research Network, sendo também considerada o oitavo centro financeiro mais competitivo e maior do mundo. Seu PIB nominal ultrapassou o de cidades vizinhas, como Guangzhou e Hong Kong, e agora está entre as dez principais cidades com as maiores economias do mundo. Shenzhen também tem o quinto maior número de bilionários, o segundo maior número de arranha-céus e a 28ª maior produção de pesquisa científica  do mundo, além de várias notáveis instituições, como a a Universidade de Ciência e Tecnologia do Sul da China.
Devido à cidade ser um importante centro de tecnologia global, Shenzhen foi apelidada pela mídia de Vale do Silício da China. A cultura empreendedora, inovadora e competitiva da cidade resultou na cidade sendo o lar de vários pequenos fabricantes ou empresas de software. Várias dessas empresas se tornaram grandes corporações de tecnologia, como a fabricante de telefones Huawei, a holding Tencent e a fabricante de drones DJI. Como uma importante cidade internacional, Shenzhen recebe vários eventos nacionais e internacionais todos os anos, como a Universíada de Verão de 2011 e a Feira de Alta Tecnologia da China.

## História

### Pré-história
A evidência mais antiga de seres humanos na área em que Shenzhen foi estabelecida remonta durante o período neolítico médio. Desde então, esta área tem visto atividade humana há mais de 6.700 anos, com os condados históricos de Shenzhen estabelecidos há 1.700 anos e as cidades históricas de Nantou (atualmente atual distrito de Nanshan) e Dapeng, que foi construída na área que agora é Shenzhen, estabelecida há mais de 600 anos.

### China imperial
Em 214 aC, quando o imperador Qin Shi Huang unificou a China sob a Dinastia Qin, a área ficou sob a jurisdição do estabelecido condado de Nanhai, um dos três municípios estabelecidos em Lingnan e foi assimilada à cultura Zhongyuan. Em 331, a administração da Dinastia Jin dividiu o condado de Nanhai em dois: o condado de Dongguan, no norte, e o condado de Bao'an, no sul, ambos sob a administração da prefeitura de Dongguan.
Durante a Dinastia Song, Nantou e a área circundante tornaram-se um importante centro comercial de sal e especiarias no mar da China Meridional. A área ficou conhecida por produzir pérolas durante a Dinastia Yuan. No início da Era Ming, os marinheiros chineses iam ao templo de Mazu em Chiwan (atual distrito de Nanshan) para orar enquanto iam a Nanyang. A Batalha de Tamão, quando os Ming venceram uma batalha naval contra invasores portugueses, estava localizada ao sul de Nantou.

### Século XX

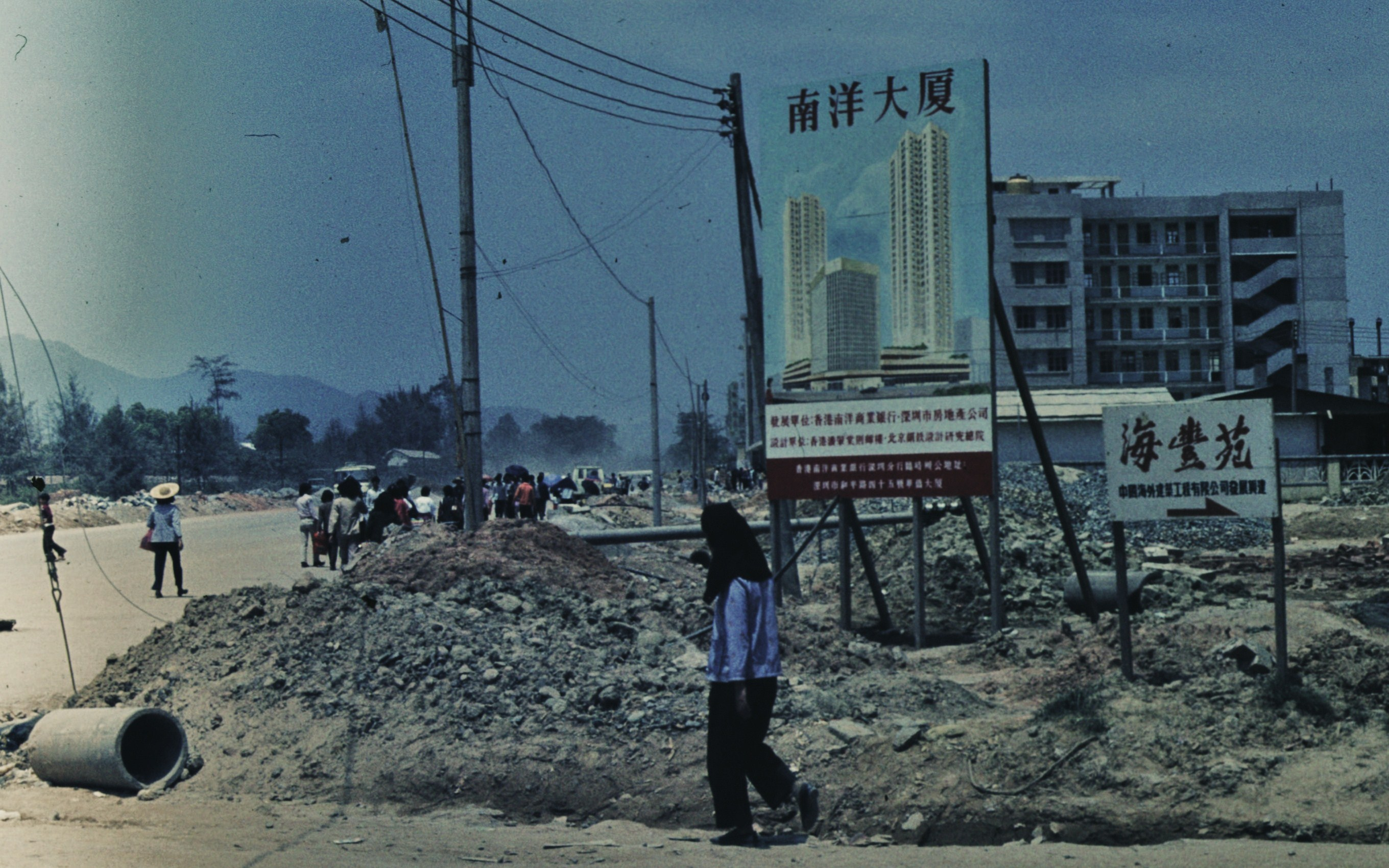
Shenzhen em 1982

Em maio de 1980, o Comitê Central do Partido Comunista Chinês designou Shenzhen como uma zona econômica especial (ZEE), que foi promovida pelo então líder supremo Deng Xiaoping e criada para ser um campo experimental para a prática do capitalismo de mercado em uma comunidade guiada pelos ideais do "socialismo com características chinesas".
Em 26 de agosto de 1980, o Comitê Permanente do Congresso Nacional do Povo (NPC) aprovou os "Regulamentos da Zona Econômica Especial de Guangdong".
Sob esses regulamentos, a cidade atraiu uma grande quantidade de investimento estrangeiro e ajudou a popularizar e permitir o desenvolvimento rápido do conceito ZEE. Em março de 1981, Shenzhen foi promovida a uma cidade subprovincial.

## Geografia

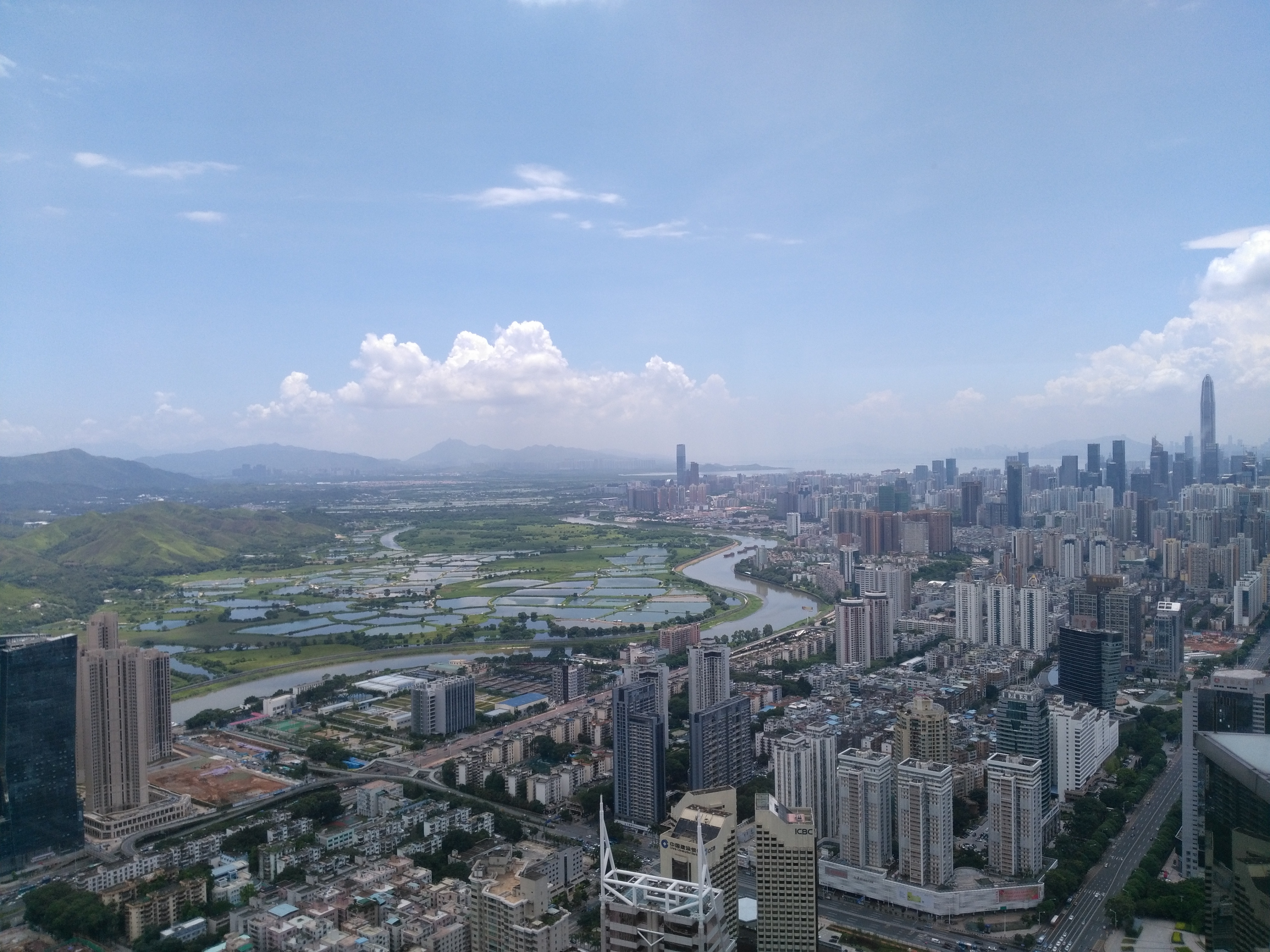
Vista aérea da cidade

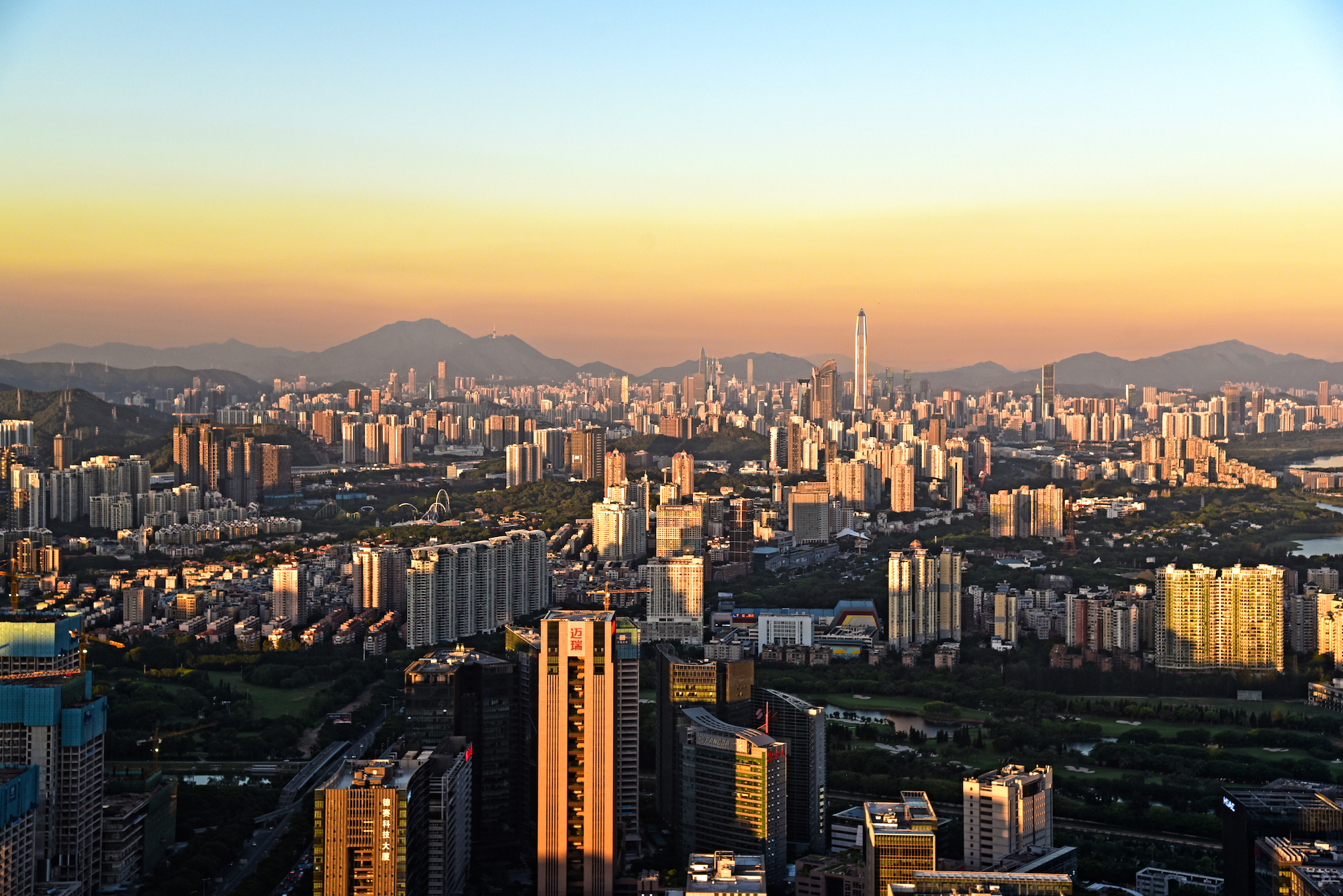
Vista da cidade a partir do Distrito de Nanshan.

Shenzhen está localizada no Delta do Rio das Pérolas, na fronteira com Hong Kong ao sul, Huizhou ao norte e nordeste, Dongguan ao norte e noroeste. Lingdingyang e Rio das Pérolas, a oeste, e Mirs Bay, a leste e aproximadamente 100 quilômetros a sudeste da capital da província de Guangzhou. Mais de 160 rios ou canais fluem através de Shenzhen. Existem 24 reservatórios dentro dos limites da cidade, com uma capacidade total de 525 milhões de toneladas. Rios notáveis em Shenzhen incluem o rio Shenzhen, o rio Maozhou e o rio Longgang.

### Clima
Embora Shenzhen esteja situada a um grau ao sul do Trópico de Câncer, devido ao anticiclone siberiano, possui um clima subtropical quente, influenciado por monções e úmido (Köppen Cwa). Os invernos são amenos e relativamente secos, devido em parte à influência do mar da China Meridional, e a geada é muito rara; começa seco, mas fica progressivamente mais úmido e nublado. No entanto, a neblina é mais frequente no inverno e na primavera, com 106 dias por ano relatando alguma neblina. O início da primavera é a época mais nebulosa do ano e as chuvas começam a aumentar dramaticamente em abril; a estação chuvosa dura até o final de setembro e o início de outubro. A monção atinge seu pico de intensidade nos meses de verão, quando a cidade também experimenta condições muito úmidas e quentes, mas moderadas; existem apenas 2,4 dias de 35°C. A região também é propensa a chuvas torrenciais, com 9,7 dias com 50 mm ou mais de chuva e 2,2 dias com pelo menos 100 mm. A última parte do outono é seca. A precipitação média anual é de cerca de 1.970 mm, alguns dos quais são entregues em tufões que atingem o leste durante o verão e o início do outono. As temperaturas extremas variaram de 0,2ºC em 11 de fevereiro de 1957 a 38,7°C em 10 de julho de 1980.

## Demografia

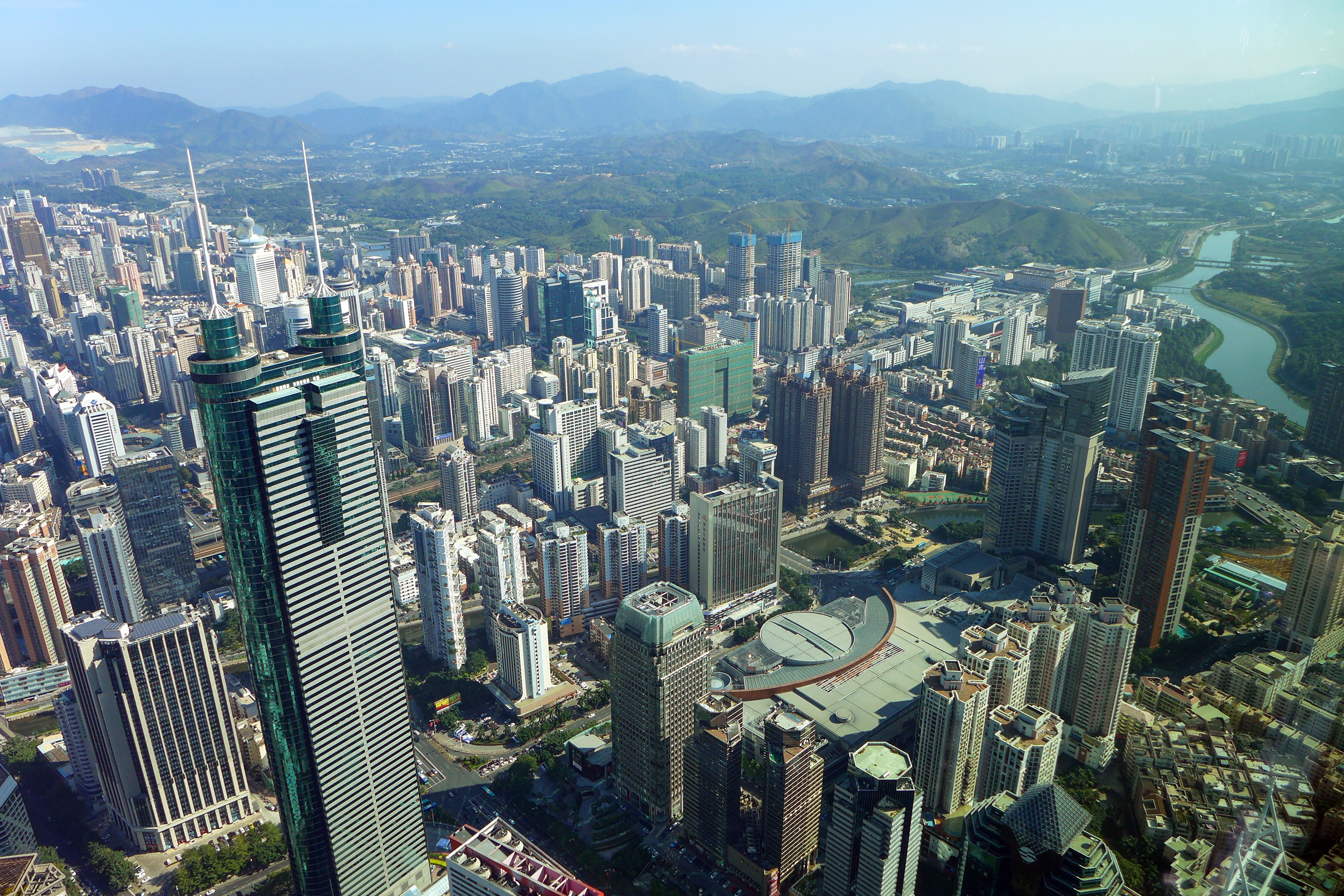
Panorama do centro financeiro da cidade

Shenzhen é a quinta cidade mais populosa da China, com uma população de 12.528.300 em 2017. Com uma área total de 1.992 km², a cidade possui uma densidade populacional de 6.889 habitantes por quilômetro quadrado. A extensa área metropolitana da cidade foi estimada pela Organização para Cooperação e Desenvolvimento Econômico (OCDE) como tendo, em 2010, uma população de 23,3 milhões de pessoas.
Shenzhen faz parte da região metropolitana do Delta do Rio das Pérolas (cobrindo cidades como Guangzhou, Dongguan, Foshan, Zhongshan, Zhuhai, Huizhou, Hong Kong e Macau), a maior área urbana do mundo de acordo com o Banco Mundial e possui uma população de mais de 108,5 milhões, de acordo com o censo de 2015.
Antes do estabelecimento de Shenzhen como uma ZEE em 1980, a área era composta principalmente pelo povos hakka e cantonês. No entanto, desde que se tornou uma ZEE, Shenzhen tornou-se um centro para migrantes em busca de trabalho e oportunidades dentro da cidade.

## Política

### Governo

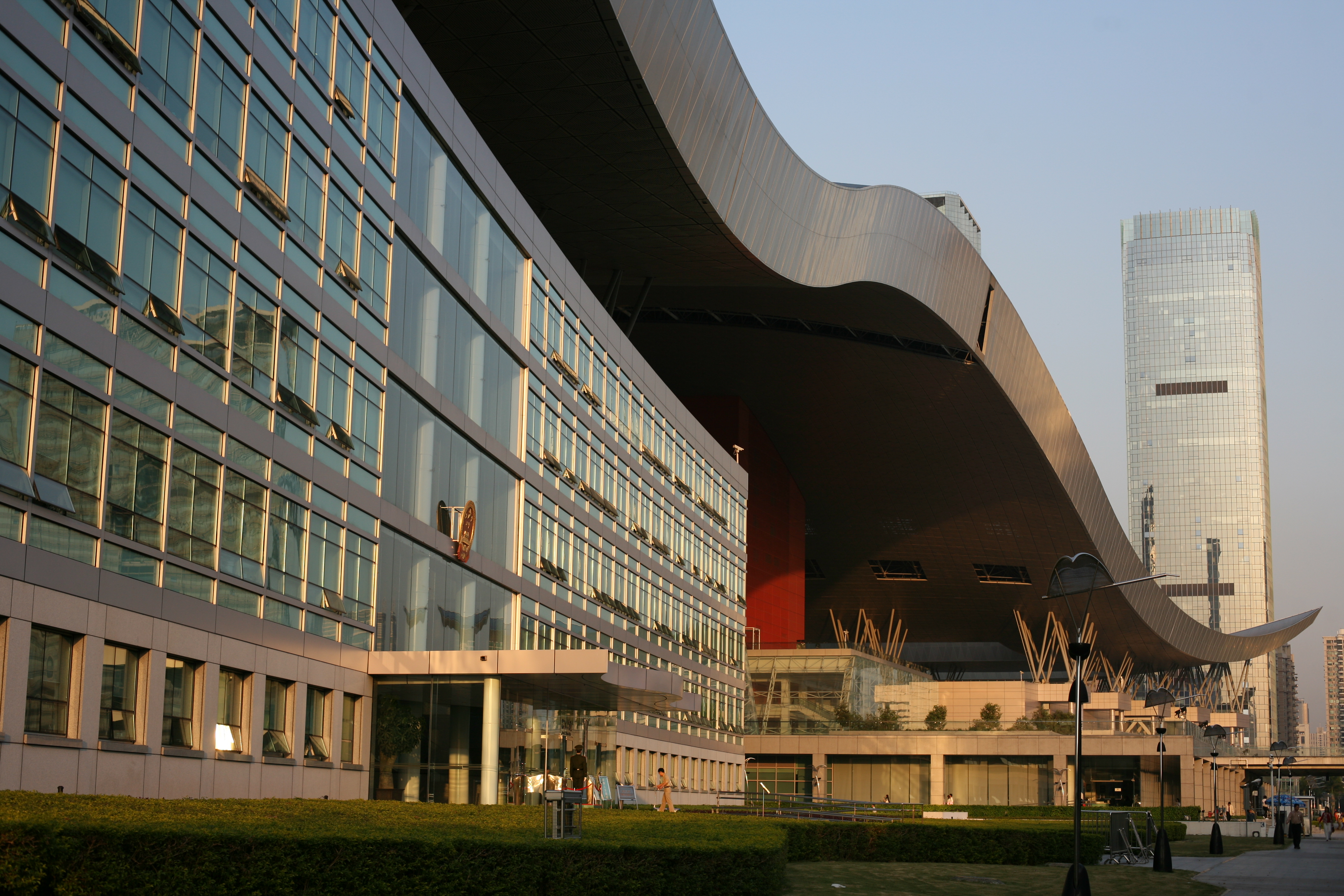
Sede da prefeitura de Shenzhen

A política de Shenzhen está estruturada em um sistema paralelo de governo-partido, em que o secretário do Comitê do Partido, oficialmente denominado Secretário do Comitê Municipal do Partido Comunista da China em Shenzhen (atualmente Wang Weizhong), supera o prefeito (atualmente Chen Rugui). O comitê permanente do partido atua como o principal órgão de formulação de políticas e é normalmente composto por 11 membros.

### Cidades-irmãs
Shenzhen tem sido muito ativa no cultivo de relacionamentos entre cidades-irmãs. Em outubro de 1989, o prefeito de Shenzhen, Li Hao, e uma delegação viajaram para Houston para assistir à cerimônia de assinatura que estabelece um relacionamento de cidade-irmã entre Houston e Shenzhen.. Houston se tornou a primeira cidade-irmã de Shenzhen. Até 2015, Shenzhen estabeleceu uma relação com 25 cidades do mundo.
- Houston
- Brescia
- Brisbane
- Poznań
- Vienne
- Kingston
- Lomé
- Nuremberg[29]
- Walloon Brabant
- Tsukuba
- Gwangyang
- Johor Bahru
- Perm
- Turim
- Timișoara
- Hull
- Rotherham
- Luxor
- Reno, Nevada
- Samara
- Montevideo
- Kalocsa
- Haifa
- Barcelona
- Apia

## Subdivisões
| Divisões administrativas de Shenzhen                                           | Divisões administrativas de Shenzhen | Divisões administrativas de Shenzhen | Divisões administrativas de Shenzhen | Divisões administrativas de Shenzhen | Divisões administrativas de Shenzhen | Divisões administrativas de Shenzhen | Divisões administrativas de Shenzhen | Divisões administrativas de Shenzhen | Divisões administrativas de Shenzhen |
| ------------------------------------------------------------------------------ | ------------------------------------ | ------------------------------------ | ------------------------------------ | ------------------------------------ | ------------------------------------ | ------------------------------------ | ------------------------------------ | ------------------------------------ | ------------------------------------ |
| Futian Luohu Nanshan Yantian Bao'an Longhua Pingshan Longgang Guangming Dapeng |                                      |                                      |                                      |                                      |                                      |                                      |                                      |                                      |                                      |

## Economia
|                              |  |                |
| Bolsa de Valores de Shenzhen |  | Sede da Huawei |

Shenzhen foi a primeira das zonas econômicas especiais (ZEE) a ser estabelecida pelo líder supremo Deng Xiaoping. Como uma ZEE, Shenzhen recebe o privilégio de adotar políticas de capitalismo de mercado sob o disfarce de "socialismo com características chinesas", diferentemente de outras cidades da China continental, que se baseiam em uma economia planejada.
Em 2017, Shenzhen possui um PIB nominal de 2,42 trilhões de RMB (HK$ 2,87 trilhões), que recentemente superou o PIB da vizinha Hong Kong, de HK$ 2,85 trilhões, e o PIB de Guangzhou, de 1,98 trilhão de RMB, sendo que a produção econômica de Shenzhen é a terceira maior cidade do país, atrás apenas de Xangai e Pequim. Além disso, o crescimento médio do PIB de 8,8% entre 2016 e 2017 superou o de Hong Kong e Singapura, com 3,7% e 2,5%, respectivamente. Com uma capitalização de mercado de US$ 2,5 trilhões em 30 de novembro de 2018, a Bolsa de Valores de Shenzhen (SZSE) é a 8ª maior bolsa do mundo.
A indústria local é descrita pelo Escritório Municipal de Estatísticas como sendo sustentada por suas indústrias em quatro pilares: alta tecnologia, finanças, logística e cultura. Shenzhen é conhecida principalmente por sua indústria de alta tecnologia, que possuía um valor de 585,491 bilhões de RMB (US$ 82,9 bilhões) em 2015, um aumento de 13% em relação ao ano passado. Do PIB nominal de 1.750.299 bilhões de RMB em 2015, o setor de alta tecnologia representa 33,4%. Shenzhen é o lar de várias empresas de tecnologia de destaque, como a empresa de telecomunicações e eletrônica Huawei. Como resultado, Shenzhen é apelidada pelos meios de comunicação como "Vale do Silício da China" ou "Vale do Silício do Hardware" do mundo.

## Infraestrutura

### Transportes
Shenzhen é o segundo maior centro de transporte em Guangdong e no sul da China, atrás da capital da província, Guangzhou. Devido à sua proximidade a Hong Kong, Shenzhen possui o maior número de portas de entrada e saída, o maior número de funcionários de entrada e saída e o maior volume de tráfego na China.
Em relação ao transporte aéreo, Shenzhen é servido por seu próprio Aeroporto Internacional de Shenzhen Bao'an e pelo Aeroporto Internacional de Hong Kong (HKIA). Localizado a 35 quilômetros do centro da cidade, o Aeroporto Internacional de Shenzhen Bao'an serve como o principal hub das companhias aéreas de passageiros Shenzhen Airlines e Donghai Airlines e o principal hub das companhias aéreas de carga Jade Cargo International, SF Airlines, e UPS Airlines. O aeroporto movimentou 49.348.950 passageiros, 355.907 aeronaves e 1.218.502,2 cargas em 2018, tornando-o o quinto mais movimentado da China em termos de tráfego de passageiros e o quarto aeroporto mais movimentado do país em termos de tráfego de aeronaves e cargas. Os passageiros também podem pegar balsas o Aeroporto Internacional de Hong Kong. Também existem serviços de ônibus que conectam Shenzhen ao HKIA.
Shenzhen desenvolveu um extenso sistema de transporte público, cobrindo metrô, ônibus e táxis, a maioria dos quais pode ser acessada usando um cartão Shenzhen Tong ou códigos QR gerados pelos mini programas WeChat. O metrô de Shenzhen tem oito linhas, 205 estações e 292,6 quilômetros de trilhos operando em 8 linhas, tornando-o o 7º sistema de metrô mais longo da China. A média diária de passageiros no metrô em 2016 é de 3,54 milhões de passageiros, o que representa um terço dos usuários de transporte público na cidade. O metrô também opera um sistema de bondes no distrito de Longhua.
Em agosto de 2019, o sistema de ônibus da cidade abrange mais de 900 linhas, com um total de mais de 16.000 veículos elétricos, a maior frota do mundo. O sistema é operado por várias empresas. Existem dois tipos de táxis que servem Shenzhen e ambos podem ser distinguidos por sua cor: táxis de combustível são vermelhos e verdes e táxis elétricos são azuis. Em novembro de 2019, 99% dos táxis da cidade já eram elétricos.

### Educação
Antes da década de 1980, o sistema educacional de Shenzhen se baseava principalmente no ensino médio primário, sem residentes admitidos em uma universidade.
Em meados da década de 1980, quando o ensino médio se tornou popular, houve uma necessidade de instituições de ensino superior na cidade. Inaugurada em 1983, a Escola Normal de Shenzhen, posteriormente transferida para a Faculdade Normal de Shenzhen, treinou estudantes para se tornarem professores da escola primária. Aprovada pelo Conselho de Estado no mesmo ano, a Universidade de Shenzhen tornou-se a primeira instituição de ensino superior abrangente em tempo integral da cidade.
Em 1999, o Governo Municipal de Shenzhen criou o Parque Universitário Virtual no Parque de Ciência e Tecnologia, onde professores das principais universidades da China ensinavam estudantes de pós-graduação. Mais universidades seriam estabelecidas desde então, como a Universidade de Ciência e Tecnologia do Sul da China em 2011 e o Instituto de Tecnologia de Shenzhen em 2018. [226] Outras universidades estabeleceriam seus campi na cidade, como a Universidade Chinesa de Hong Kong, o Instituto de Tecnologia Harbin e a Universidade Estatal de Moscou.
A educação obrigatória de 9 anos em Shenzhen é gratuita. Escolas secundárias, como a Escola Secundária de Shenzhen, a Escola Experimental de Shenzhen, a Escola de Línguas Estrangeiras de Shenzhen e a Escola Secundária de Shenzhen, todas com uma taxa on-line de mais de 90%, são apelidadas de "quatro escolas famosas". Em 2015, Shenzhen possuía 12 instituições de ensino superior, 335 escolas secundárias gerais, 334 escolas primárias e 1.489 pré-escolas. Apesar do número de universidades e escolas da cidade, o sistema educacional de Shenzhen falha em acompanhar o rápido desenvolvimento da metrópole.

## Cultura

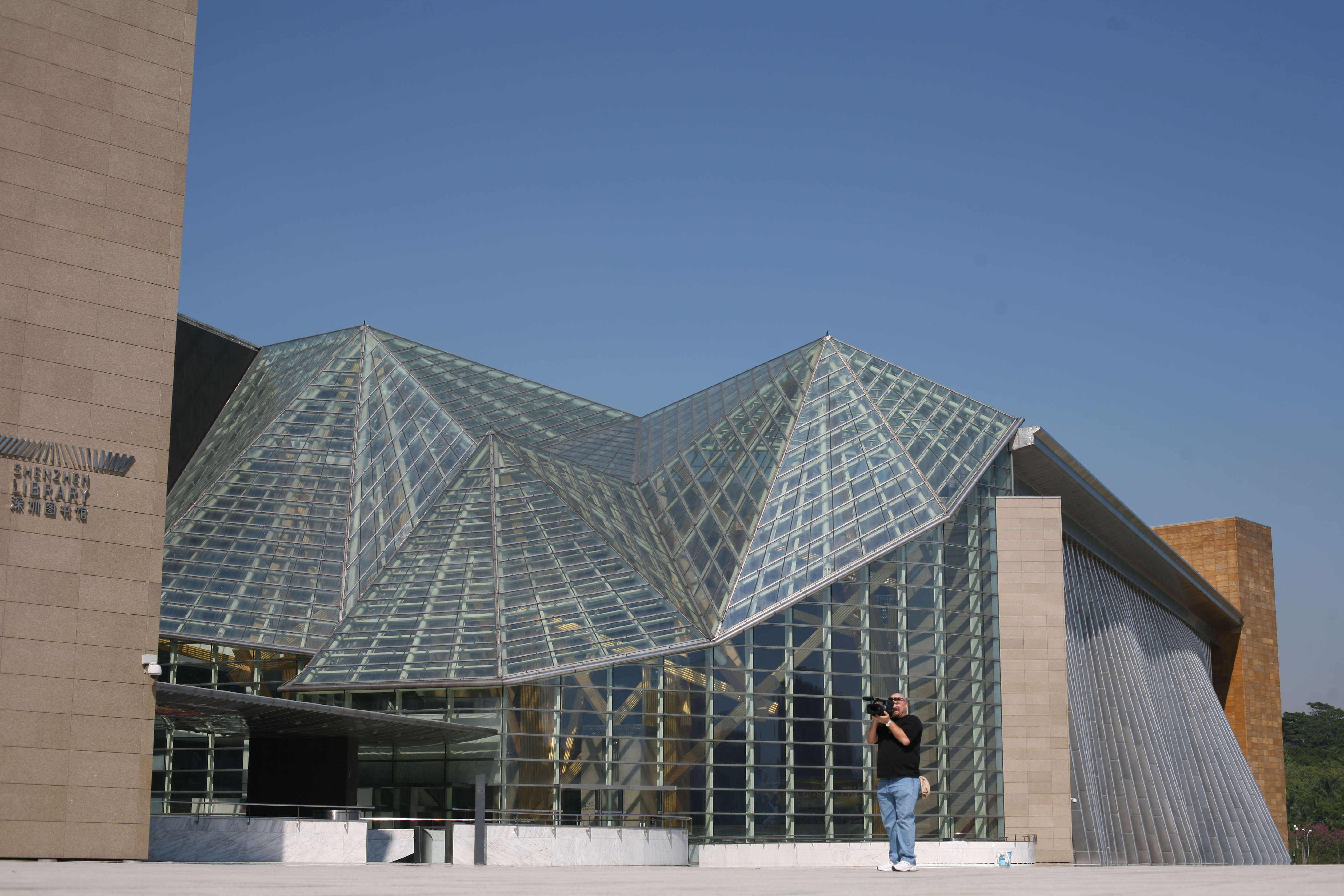
Grande Teatro de Shenzhen

Mais de 170 festivais e feiras diferentes são realizados anualmente em Shenzhen, incluindo o Festival Cultural Internacional de Shenzhen, o Festival de Música de Praia, a Festival Internacional da Cerveja e o Carnaval. A cidade possui mais de 630 bibliotecas e livrarias, com a Biblioteca de Shenzhen, a Cidade do Livro de Shenzhen, a Biblioteca Técnico-Científica de Shenzhen, a Biblioteca da Universidade de Shenzhen, a Biblioteca Infantil de Shenzhen e a Biblioteca do Distrito de Luohu entre as maiores. Instalações culturais como o Centro Cultural de Shenzhen, o Centro de Convenções e Exposições de Shenzhen e o Palácio da Criança de Shenzhen estão localizados no distrito de Futian, considerado o centro cultural da cidade. O Overseas Chinese Town é um conjunto de parques temáticos culturais centralizados principalmente no distrito de Nanshan. A vila de Dafen, no distrito de Longgang, é famosa como uma polo de arte, principalmente pela produção de réplicas de obras-primas e terceirização da criação de arte original. A Orquestra Sinfônica de Shenzhen (深圳交响乐团), fundada em 1982, é uma orquestra notável que se apresenta no Grande Teatro de Shenzhen. Devido aos investimentos feitos por Hong Kong na década de 1980, Shenzhen é hoje o maior centro da China para a produção de desenhos animados, animação e software de jogos de computador.

### Esportes

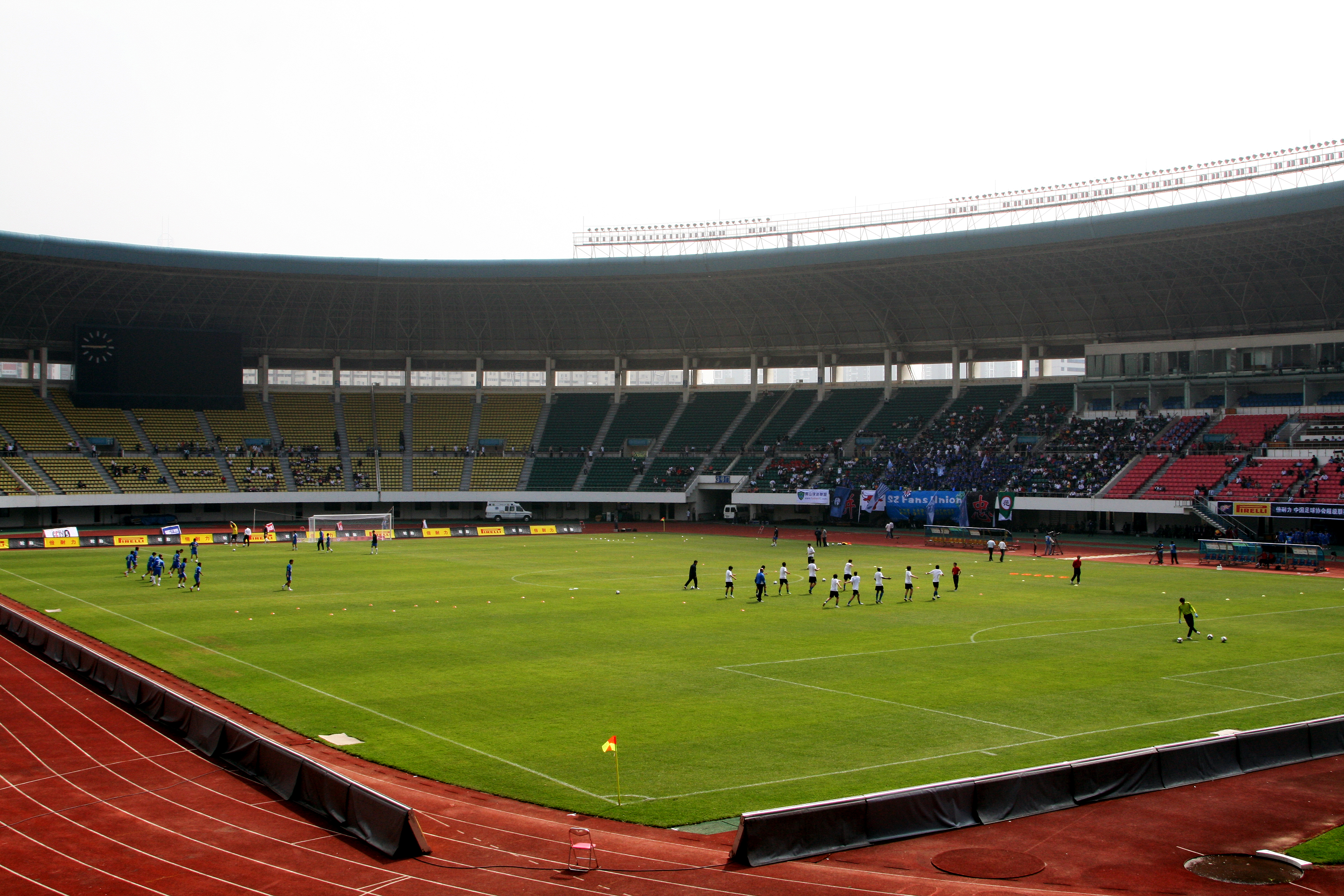
Estádio de Shenzhen

Em janeiro de 2013, a cidade de Shenzhen realizou um torneio WTA International de tênis. E a chinesa Na Li (Li Na) conquistou o título em 2013. Já em 2014, a Associação de Tenistas Profissionais anunciou uma alteração para o calendário masculino do circuito mundial de tênis. O ATP 250 de Bangkok na Tailândia, deu lugar para o ATP 250 de Shenzhen, e o torneio abriu a turnê asiática no ano de 2014, entre 22 e 28 de setembro, poucas semanas depois do fim do Grand Slam do US Open.
O evento foi sediado no complexo Shenzhen Longgang Sports Center, em uma estrutura com mais de 20 quadras de tênis. A transferência significou que, pela primeira vez, a China foi sede de um evento 250 (ATP de Shenzhen), um 500 (ATP de Pequim) e um 1000 (Shanghai Masters) nas três semanas durante a temporada pela Ásia em 2014.
"A China tem sido há muito tempo um mercado em expansão para o tênis profissional masculino e estamos felizes por fortalecer nossa presença na região através da inclusão de Shenzhen. As oportunidades de crescimento na China continuam a crescer e esperamos fazer um grande evento em 2014. Queria também agradecer a todos que apoiaram o torneio de Bangkok nos últimos 11 anos", afirmou Alison Lee, vice-presidente da Associação de Tenistas Profissionais.